# لوسیپوس

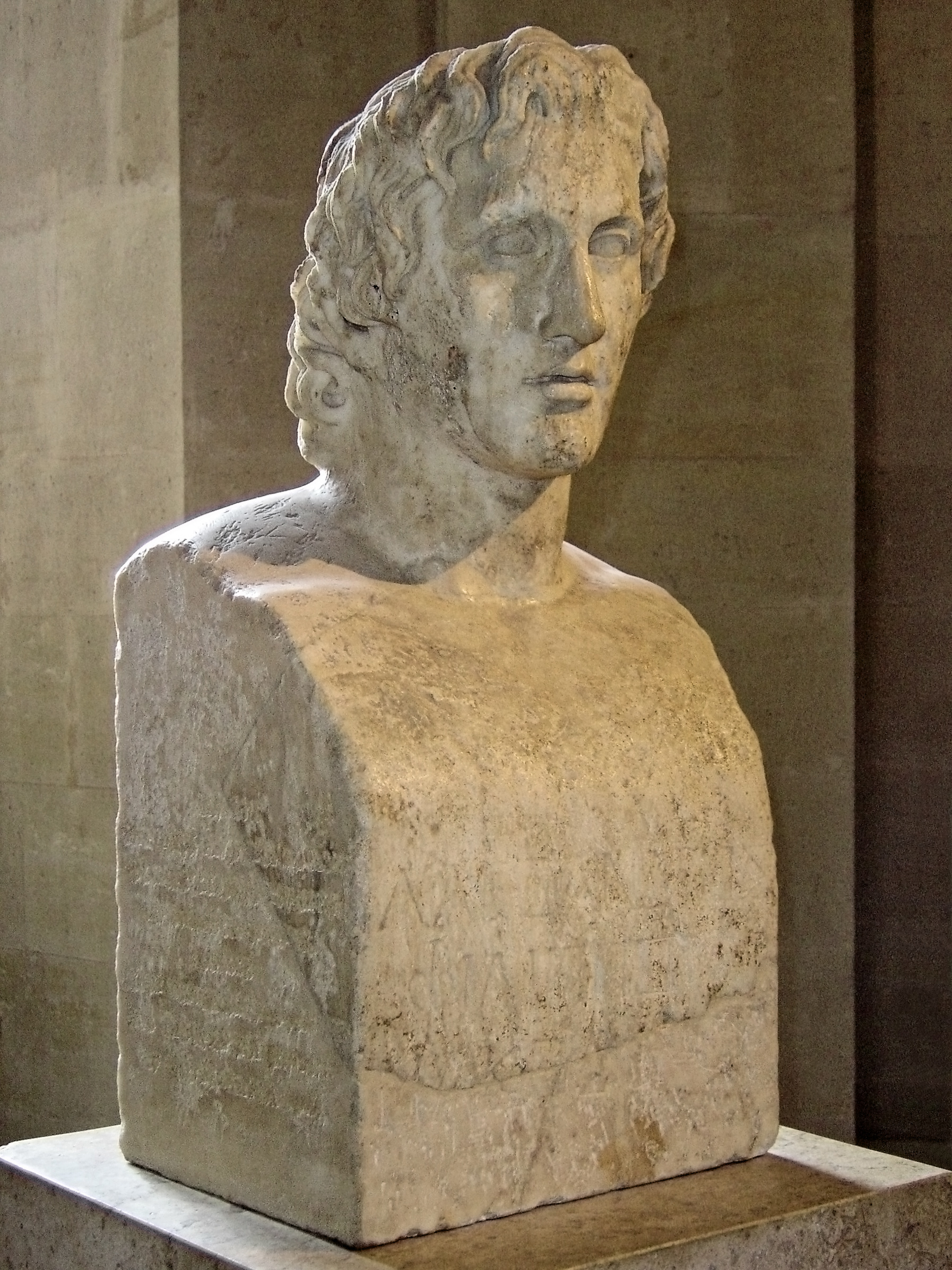

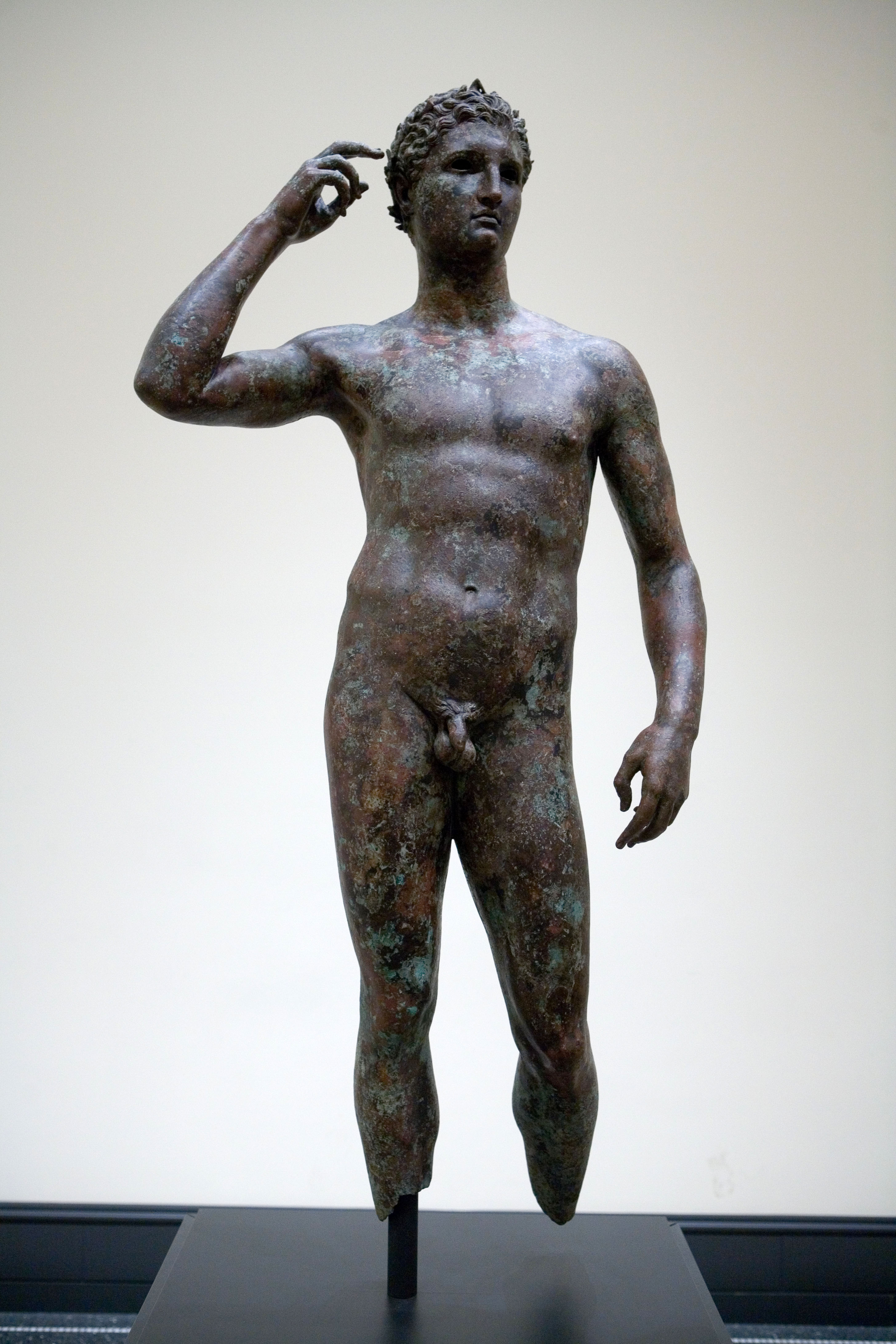

لوسیپوس (زبان یونانی: Λύσιππος)، یک مجسمه‌ساز، و معمار یونانی بود که قرن ۴ قبل از میلاد می‌زیست. او همراه با سکوپاس و پرکسیتلیز، یکی از سه بزرگترین مجسمه سازان دوران یونان باستان و گذار به عصر هلنیستی شناخته می‌شود. مطالعه لوسیپوس به دلیل دشواری شناسایی سبک او در میان نسخه‌های بدل مشکلاتی را به همراه داشته‌است. او یک کارگاه بزرگ و تعداد زیادی از شاگردان را اداره می‌کرد. لوسیپوس همچنین به عنوان مجسمه‌ساز شخصی اسکندر نیز فعالیت داشت.